# Sóndor
Sóndor es una localidad peruana, capital del distrito homónimo, ubicado en la provincia de Huancabamba del departamento de Piura, al norte del Perú. En el 2017 tenía una población de 839 habitantes según el INEI.